# Casas de Miravete
Casas de Miravete (antiguamente conocido como Las Ventas de San Andrés, Casas de San Andrés, Casas del Puerto o Casas del Puerto de Miravete) es un municipio español, en la provincia de Cáceres, comunidad autónoma de Extremadura. Cuenta con una población de 112 habitantes (INE 2024).

## Geografía física
Está situado a 87 kilómetros de la capital cacereña, atravesado por la antigua carretera N-5 y cerca de la autovía del Suroeste. Se encuadra en una zona de transición entre el parque nacional de Monfragüe, el río Tajo y el macizo de Las Villuercas. Cuenta por ello con un relieve pintoresco y variado. Al norte predominan las dehesas ribereñas del cercano río Tajo (embalsado en el embalse de Torrejón-Tajo). Al este y al sur se visualizan las primeras sierras del macizo de Las Villuercas, destacando la sierra del Frontal que alcanza los 800 m de altura y es atravesada por el túnel de Miravete de la autovía del Suroeste. Al suroeste se levanta el pico Miravete en la sierra del mismo nombre (841 m). Al oeste se encuentran el parque nacional de Monfragüe y la sierra de la Moheda que forma parte del espacio protegido. El pueblo se alza en una zona baja, a 451 m sobre el nivel del mar, cerca del Puerto de Miravete (668 m), paso natural de la antigua carretera N-5 a través de la sierra de Miravete para llegar a la penillanura trujillana desde la antigua "Campana de Albalat".
Se integra en la comarca turística de Monfragüe. 
| Noroeste: Torrejón el Rubio | Norte: Serrejón | Noreste: Romangordo         |
| Oeste: Jaraicejo            |                 | Este: Romangordo            |
| Suroeste: Jaraicejo         | Sur: Deleitosa  | Sureste: Higuera de Albalat |

## Historia
Existen evidencias de que el lugar estuvo poblado ya en la prehistoria desde unos 3000 años antes de Cristo. Se han hallado pinturas esquemáticas en las cuarcitas, la mayoría de la Edad de Bronce, aunque algunas se fechan en el Neolítico.
El actual Casas de Miravete fue fundado con el nombre de Las Ventas de San Andrés en el siglo XIV por pastores del Honrado Concejo de la Mesta sobre la Cañada Real Leonesa Occidental. El pueblo se fundó en su parte más alta, donde aún se conservan los restos de la ermita de San Andrés.
Casas de Miravete perteneció a la Campana de Albalat, entre el siglo XIV y el siglo XIX.
A la caída del Antiguo Régimen la localidad se constituye en municipio constitucional, entonces conocido como Casas del Puerto, en la región de Extremadura. Desde 1834 queda integrado en el partido judicial de Navalmoral de la Mata. y en el censo de 1842 contaba con 60 hogares y 329 vecinos.
Hasta la reforma de la nomenclatura municipal de 1916 el municipio se llamaba Casas del Puerto. En dicha fecha su nombre fue modificado por el de Casas de Miravete.

## Demografía
Casas de Miravete cuenta con una población de 112 habitantes (INE 2024).
| Gráfica de evolución demográfica de Casas de Miravete entre 1842 y 2021                                             |
| |
| Población de derecho según los censos de población del INE Población de hecho según los censos de población del INE |

## Símbolos

Escudo de Casas de Miravete

El escudo de Casas de Miravete fue aprobado mediante la "Orden de 12 de noviembre de 1998, por la que se aprueba el Escudo Heráldico, para el Ayuntamiento de Casas de Miravete", publicada en el Diario Oficial de Extremadura el 5 de diciembre de 1998 luego de aprobar el expediente el pleno del ayuntamiento el 26 de marzo de 1998 y emitir informe el Consejo Asesor de Honores y Distinciones de la Junta de Extremadura el 5 de octubre de 1998. El escudo se define oficialmente así:

Escudo de plata, un aspa (cruz de San Andrés) de gules, cargada de una campana de oro. Al timbre Corona Real cerrada.

## Patrimonio
En Casas de Miravete se encuentran los siguientes monumentos:
- Castillo de Miravete, castillo árabe construido para la defensa de Makhada Albalat, que estuvo en pie entre el siglo XII y el siglo XX.
- Iglesia parroquial católica bajo la advocación de Nuestra Señora de la Asunción, en la archidiócesis de Mérida-Badajoz, diócesis de Plasencia, arciprestazgo de Casatejada.[9]
- Restos de La Piñuela, antiguo lugar habitado de la Campana de Albalat, que aún conserva la iglesia de Santiago del siglo XV.
- Puente medieval sobre el arroyo Giraldo.

## Cultura

### Festividades
En Casas de Miravete se celebran las siguientes fiestas:
- Candelas, 2 de febrero.
- Santísimo Cristo, 14 de septiembre.
- Virgen de la Asunción, 15 de agosto (fiesta grande).

### Gastronomía
No existe una gastronomía que sea única del pueblo. Se come la comida típica mediterránea basada en los productos de la huerta, así como en el cerdo, la ternera y la caza. En el municipio se hacen dulces caseros como los pestiños, los tirulillos y las floretas.